# Eucalyptus brachycalyx
Eucalyptus brachycalyx är en myrtenväxtart som beskrevs av William Faris Blakely. Eucalyptus brachycalyx ingår i släktet Eucalyptus och familjen myrtenväxter. Inga underarter finns listade i Catalogue of Life.